# Paraballooning
Beim Paraballooning kommen zwei Luftsportarten zusammen. Ballonfahrer starten bei einem Wettbewerb und Fallschirmspringer springen dabei mit dem Fallschirm aus dem Korb ab, um auf einem bestimmten Ziel zu landen. Der Ballonfahrer markiert sein Ziel mit dem üblichen Zielmarker. Je näher der Fallschirmspringer diesem Ziel kommt und je näher der Zielmarker des Ballonpiloten ist, desto höher ist die Punktzahl.
Es gibt beim Paraballooning zwei Varianten:
1. Der Ballon steigt auf und geht sofort auf größere Höhe, damit der Springer abspringen kann und sich das Ziel sucht. Danach sinkt der Ballon wieder ab, damit der Pilot seinerseits einen Zielmarker auf das Ziel abwerfen kann, wie bei anderen Ballonwettbewerben.
2. Der Ballon steigt nur wenig auf, damit der Ballonfahrer den Zielmarker gut platzieren kann. Erst danach steigt der Ballon auf, um den Fallschirmspringer abzusetzen, der dann das Zielgebiet ansteuert.

Ausgetragen wird Paraballooning unter anderem seit 2003 auf der Warsteiner Internationale Montgolfiade.